# ラヴェル・バージ・ハリソン
ラヴェル・バージ・ハリソン（Lovell Birge Harrison）またはロウェル・バージ・ハリソン（Lowell Birge Harrison）、（1854年10月28日 - 1929年）はアメリカ合衆国の風景画家である。色調の変化を表現する「トーナリズム」の画家の一人に数えられる。

## 略歴
フィラデルフィアに生まれた。兄に風景画家となったトーマス・アレキサンダー・ハリソン（Thomas Alexander Harrison:1853-1930）がいる。1874年からフィラデルフィアのペンシルベニア美術アカデミーで学び、1878年からアカデミーの教師となったトマス・エイキンズにも学び、後にハリソンは美術教師になったので、美術の教授法の分野でエイキンズの影響を受けていた。その後パリに渡り、カロリュス＝デュランの画塾で学び、パリ国立美術学校でアレクサンドル・カバネルに学んだ。1881年にサロン・ド・パリに出展し、1882年の出展作はアメリカ人画家の作品としては、初めてフランス政府に買い上げられた。この時代の作品は農民の生活などを描いていて、自然主義の画家、ジュール・バスティアン＝ルパージュの影響も受けていた。
夏の野外写生の旅でオーストラリアから留学してきていた画家のエレノア・リッチー(Eleanor Ritchie)と知り合い結婚した。アメリカに帰国し、ナショナル・アカデミー・オブ・デザインの展覧会やペンシルベニア美術アカデミーの展覧会に出展した。健康に恵まれず、1889年から1893年の間は、療養のために、オーストラリアや太平洋の島やニューメキシコにしばしば滞在した。さらに著作や挿絵の製作にも時間を割いた。
1891年に夫妻でカリフォルニアに移ったが1895年に妊娠中の妻が病死した。再婚後、マサチューセッツ州のプリマスに移り、その地域の画家の中心として活動した後、ニューヨーク州のリゾート地で多くの芸術家の集まったウッドストックに移った。芸術家を指導し、1906年にアート・スチューデンツ・リーグの夏季学校がウッドストックで開かれるのに貢献した。
1910年にナショナル・アカデミー・オブ・デザインの会員に選ばれ、National Institute of Arts and Lettersや、ニューヨーク水彩画クラブ、アメリカ芸術家協会(Society of American Artists)の会員でもあった。アート・スチューデンツ・リーグで風景画を教えた。
1809年に風景画の講義録が「Landscape Painting」というタイトルで書籍となり、高い評価を得た。

## 作品
- "Return of the Mayflower" (1886)
- "Novembre" (1881)
- "Winter Sunset" (1884)
- "Rosy Moon Off Charleston Harbor" (1912)
- "The Harbor Light" (c.1900)